# 경장육슬
경장육슬(중국어 간체자: 京酱肉丝, 정체자: 京醬肉絲, 병음: jīngjiàngròusī 징장러우쓰[*], 한자음: 경장육사)은 베이징 전통 요리이다. 중국 베이징에서는 매우 흔하게 먹는 음식이나 전세계적으로 보면 쓰촨의 어향육슬에 비해 약간 인지도가 떨어진다. 그래서 꽤 간단한 중국 전통 요리지만 한국 내에서는 중국인들이 운영하는 식당을 제외하고는 맛보기가 쉽지 않다. 
경장육슬에서 경장(京酱)은 "중국 베이징의 고유의 장"을 육(肉)은 "고기"를, 슬(丝)은 "실"을 뜻한다". 육슬(肉丝)은 고기를 실처럼 가늘게 채썬 고기 채를 가리킨다.
밀전병이나 포두부에 싸 먹는다.

## 특징
돼지고기를 얇게 채 썰어 볶은 후 춘장에 볶은 다음 채 썬 대파와 함께 꽃빵, 포두부나 춘빙 등과 곁들어 먹는 음식이다. 짜장면의 원조가 되는 요리로 춘장의 짠맛과 매콤하고 아삭한 대파가 잘 조화되는 요리이다.

## 기원
1930년대에 베이징 자금성 동북 약 4리 지방의 한 동네에, 본적 동북에 있는 진씨 할아버지와 손자가 서로 의지하며, 두부를 만들어 생계를 유지하였다.
한 번은 진씨 할아버지가 살코기를 골라 얇게 썰고 솥에 볶아 콩장을 넣고 볶은 뒤, 떡 없이 두부를 약간씩 썰어, 베이징 카오야처럼 만들어 먹었다.
손자는 자라, <全聚德> 식당에서 견습공이 되어 실력이 뛰어난 요리사가 되었고, 후에 진씨 할아버지의 조언을 바탕으로 그의 손자는 요리에 대한 개선을 거듭하여, 오늘날의 장맛이 강하고 살결이 부드러운 경장육슬을 갖게 되었다.

## 같이 보기
- 어향육슬

## 관련 서적
- 셰프의 중국요리(김영신, 이종필, 전혜영 저)